# 瓦西里·庫季諾夫
瓦西里·庫季諾夫（1969年2月17日—2017年2月11日）是俄羅斯手球運動員，出生于苏联阿斯特拉罕州伊克里亚诺耶区。
他參加了四屆奧運，赢得两枚金牌和一枚铜牌。
在1992年夏季奥林匹克运动会，他赢得了金牌。
在2000年夏季奥林匹克运动会他为俄罗斯国家手球队赢得了金牌。
2017年2月11日庫季諾夫在阿斯特拉罕州死亡，再过6天，即2月17日就是他的48岁生日。